# Saule Dorsa
I Saule Dorsa sono una struttura geologica della superficie di Venere.